# Ried (Adlkofen)
Ried ist ein Ortsteil der Gemeinde Adlkofen im niederbayerischen Landkreis Landshut.

## Lage
Der Weiler Ried liegt im Isar-Inn-Hügelland etwa ein Kilometer östlich von Reichlkofen sowie acht Kilometer östlich von Adlkofen entlang der Kreisstraße LA 3 zwischen Reichlkofen und Pattendorf.

## Geschichte
Es handelt sich hier wahrscheinlich um einen Rodungsort aus dem Bereich Kröninger Forst, dessen Dorfkirche um 1320 entstanden ist.

## Religion
Die katholische Kirche St. Ägidius gehört als Nebenkirche zur Pfarrei Reichlkofen. Sie ist etwa 500 Jahre älter als die Pfarrkirche in Reichlkofen. Jährlich findet einmal das Patrozinium und eine Maiandacht in der Kirche statt. Betreut wird sie seit Generationen von Familie Rauchensteiner.

## Wirtschaft

### Land- und Forstwirtschaft
Ried ist ein durch die Landwirtschaft geprägter Ort.

## Sehenswürdigkeiten

### Baudenkmäler
Siehe auch: Liste der Baudenkmäler in Ried

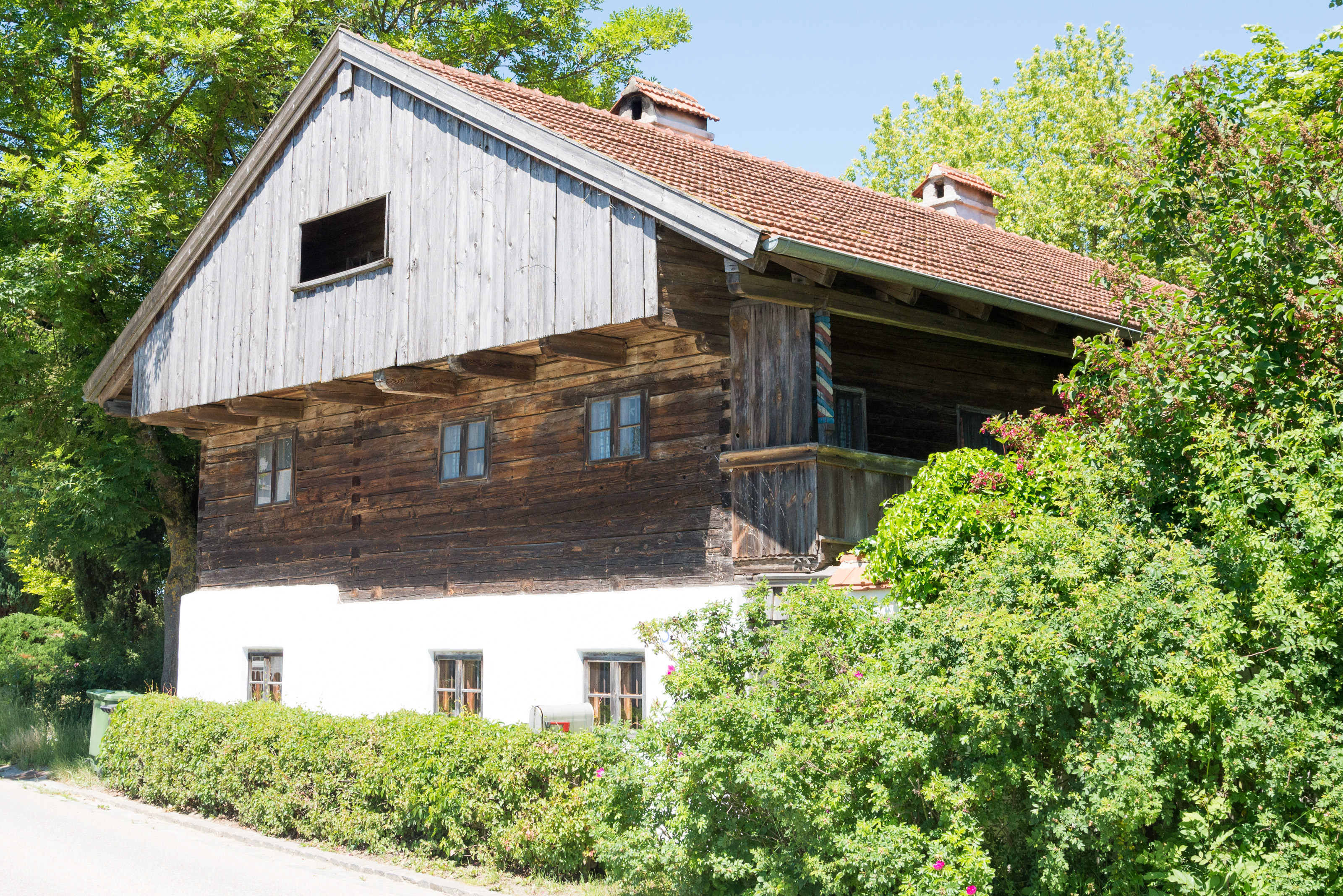
Haus Nr. 3: Dreiseithof mit Stadel

Mit dem Haus Nr. 3 besteht ein aus dem 18./19. Jahrhundert stammender Dreiseithof mit Stadel und zweigeschossigem Satteldachbau, der als teilverschalter Blockbau mit Trauf- und Giebelschrot ausgeführt ist. Der Stadel ist ein Blockbau mit Steildach.
Katholische Kirche Sankt Ägidius
Die Saalkirche entstand um 1320 in der Übergangszeit von der Spätromanik zur Frühgotik. Dies wird an den Formen der Spitzbögen und Rippen des Kirchenschiffs deutlich. Der Hochaltar stammt aus gotischer Zeit. Der Kirchenpatron St. Ägidius ist auf einem Tafelbild mit einer Hirschkuh dargestellt, welches früher zum Hochaltar gehörte. Bei Restaurierungsarbeiten wurden im Altarraum und an der Decke Wandmalereien freigelegt. Diese zeigen die Geburt Christi, den Einzug in Jerusalem, die heilige Katharina und die Evangelisten. 1991 erhielt sie ein neues Dach und wurde außen verschlämmt. An der Südseite wurde ein Holzkreuz aufgestellt. 1999 mussten Teile Nordseite der Kirche nach dem Brand eines nahegelegenen Schuppens repariert beziehungsweise erneuert werden.